# مشروع الفنون الفيدرالية

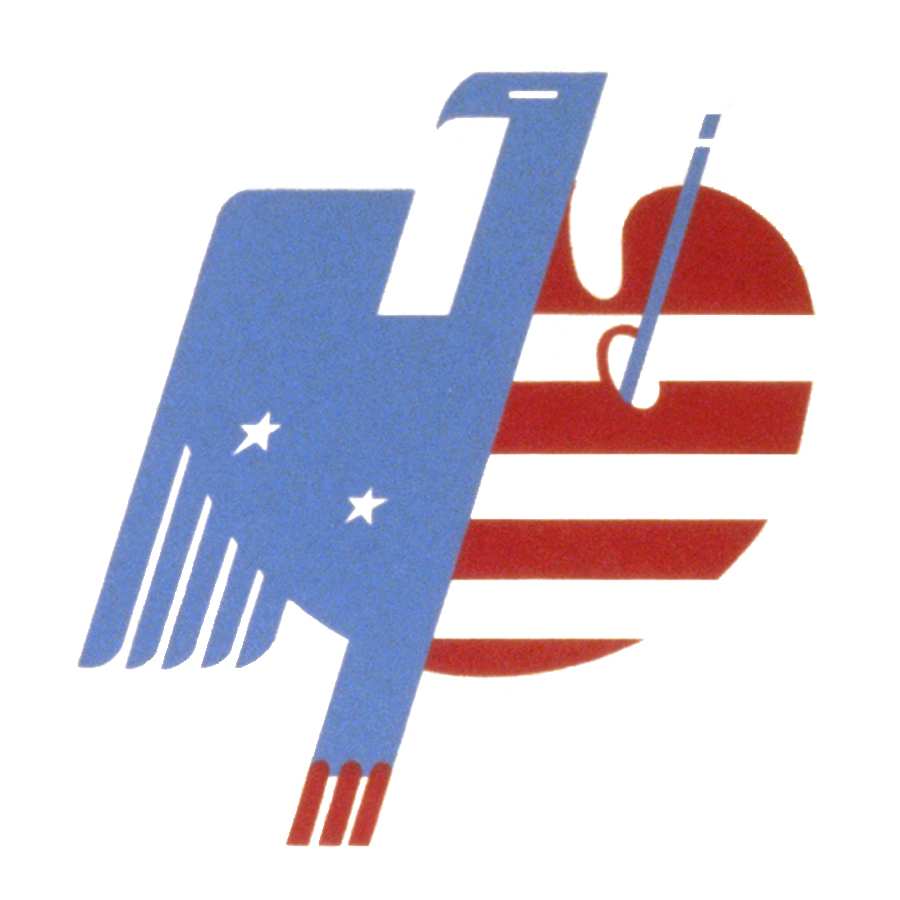
يعتبر تصميم النسر واللوحة شعارًا لمشروع الفن الفيدرالي

كان مشروع الفن الفيدرالي (1935-1943) عبارة عن برنامج الصفقة الجديدة لتمويل الفنون المرئية في الولايات المتحدة. تحت إشراف المدير الوطني هولجر كاهيل، كان واحدًا من خمسة المشاروع الفدرالي الاول برعاية إدارة تقدم الأعمال (WPA)، وأكبر المشاريع الفنية للصفقة الجديدة. تم إنشاؤه ليس كنشاط ثقافي، ولكن كتدبير إغاثة لتوظيف الفنانين والحرفيين لإنشاء الجداريات واللوحات والنحت والفن الجرافيكي والملصقات والتصوير الفوتوغرافي وتصميم المسرح والمناظر الطبيعية والفنون والحرف اليدوية. أنشأ مشروع WPA الفيدرالي للفنون أكثر من 100 مركزًا فنيًا مجتمعيًا في جميع أنحاء البلاد، وأجرى أبحاثًا وتوثيقًا للتصميم الأمريكي، وقام بتكليف مجموعة كبيرة من الفن العام دون قيود على المحتوى أو الموضوع، واستمر في دعم حوالي 10000 فنان وعامل حرفي خلال فترة الكساد الكبير.

## خلفية
كان مشروع الفن الفيدرالي الذراع المرئي للفنون لبرنامج WPA في حقبة الكساد الكبير، وهو البرنامج فيدرالي الأول. تم تمويله بموجب قانون مخصصات الإغاثة في حالات الطوارئ لعام 1935، وبدأ العمل من 29 آب 1935 حتى 30 حزيران 1943. تم إنشاؤه كإجراء إغاثة لتوظيف الفنانين والحرفيين لانشاء الجداريات واللوحات الحامل والنحت وفن الجرافيك والملصقات والصور الفوتوغرافية وفهرس وثائق التصميم الأمريكية وتصميم المناظر الطبيعية للمتحف والمسرح والفنون والحرف. قام مشروع الفنون الفيدرالي بتشغيل مراكز فنية مجتمعية في جميع أنحاء البلاد حيث عمل العمال الحرفيون والفنانون وعرضوا وقاموا بتعليم الآخرين. أنشأ المشروع أكثر من 200000 عمل منفصل، بقي بعضها من بين أهم القطع الفنية العامة في البلاد.
كانت الأهداف الأساسية لمشروع الفن الفيدرالي هي توظيف فنانين عاطلين عن العمل وتوفير الفن للمباني البلدية غير الفيدرالية والأماكن العامة. تم دفع 23.60 دولار للفنانين في الأسبوع؛ المؤسسات المدعومة من الضرائب مثل المدارس والمستشفيات والمباني العامة تدفع مقابل المواد فقط. تم تقسيم العمل إلى إنتاج وتعليم وبحث فني. كان الناتج الأساسي لمجموعة البحث الفني هو فهرس التصميم الأمريكي، وهي دراسة عملاقة وشاملة لثقافة المواد الأمريكية.
تم تكليف ما يصل إلى 10000 فنان لإنتاج أعمال المشروع الفيدرالي للفنون،  وهو أكبر مشروع فني لـ New Deal. تم إدارة ثلاثة مشاريع فنية قابلة للمقارنة ولكنها منفصلة بشكل واضح من قبل وزارة الخزانة الأمريكية: مشروع الأشغال العامة للفنون (1933-1934)، وقسم الرسم والنحت (1934-1943)، ومشروع الخزانة للإغاثة الفنية (1935-1938).
لم يقدم البرنامج أي تمييز بين التمثيل والتجريد في الفن. لم يحظ الفن التجريدي بعد بالقبول في ثلاثينيات وأربعينيات القرن العشرين، لذلك كان غير قابل للبيع تقريبًا. نتيجة لذلك، دعم مشروع الفن الفيدرالي فنانين بارزين مثل جاكسون بولوك قبل أن يكسب عملهم دخلاً.
كانت أحد النجاحات الخاصة مشروع «ميلووكي» للحرف اليدوية، الذي بدأ في عام 1935 كتجربة وظفت 900 شخص تم تصنيفهم على أنهم عاطلون عن العمل بسبب سنهم أو إعاقتهم. :164 جاء المشروع لتوظيف حوالي 5000 عامل غير ماهر، العديد منهم من النساء والعاطلين عن العمل منذ فترة طويلة. لاحظ المؤرخ جون جوردا أن معدل البطالة في المدينة كان 40٪ في عام 1933. قال: «في ذلك العام، لم يتم دفع 53 في المائة من ضرائب العقارات في ميلووكي لأن الناس لم يكونوا قادرين على دفع مدفوعات الضرائب». تم تعليم العمال تجليد الكتب وطباعة القوالب والتصميم، والتي استخدموها لإنشاء كتب فنية يدوية وكتب أطفال. أنتجوا ألعابًا ودمى  أزياء مسرحية وألحفة سجاد وستائر ومعلقات جدارية وأثاث تم شراؤها من قبل المدارس والمستشفيات، :164 والمنظمات البلدية  مقابل تكلفة المواد فقط. في عام 2014، عندما أقام متحف ويسكونسن للفنون معرضًا للعناصر التي أنشأها مشروع Milwaukee Handicraft Project ، كان لا يزال يتم استخدام الأثاث منه في مكتبة ميلووكي العامة.
هولجر كاهيل كان المدير الوطني لمشروع الفن الفيدرالي. ومن بين المسؤولين الآخرين أودري مكماهون، مديرة منطقة نيويورك (نيويورك ونيوجيرسي وفيلادلفيا)؛ كليمان ب. هاوبيرز، مدير مينيسوتا؛  جورج جودفري ثورب (إلينوي)،  وروبرت بروس إنفيرياريتي، مدير واشنطن. شمل المشرفون الإقليميون في نيويورك على مشروع الفن الفيدرالي النحات ويليام إيريش (1897-1960) من وحدة بوفالو (1938-1939)، مدير مشروع توسعة حديقة حيوان بوفالو. 

## برنامج مركز الفن المجتمعي
افتتح أول مركز فني مجتمعي برعاية اتحادية في كانون الأول 1936 في رالي بولاية نورث كارولينا.

## فهرس التصميم الأمريكي

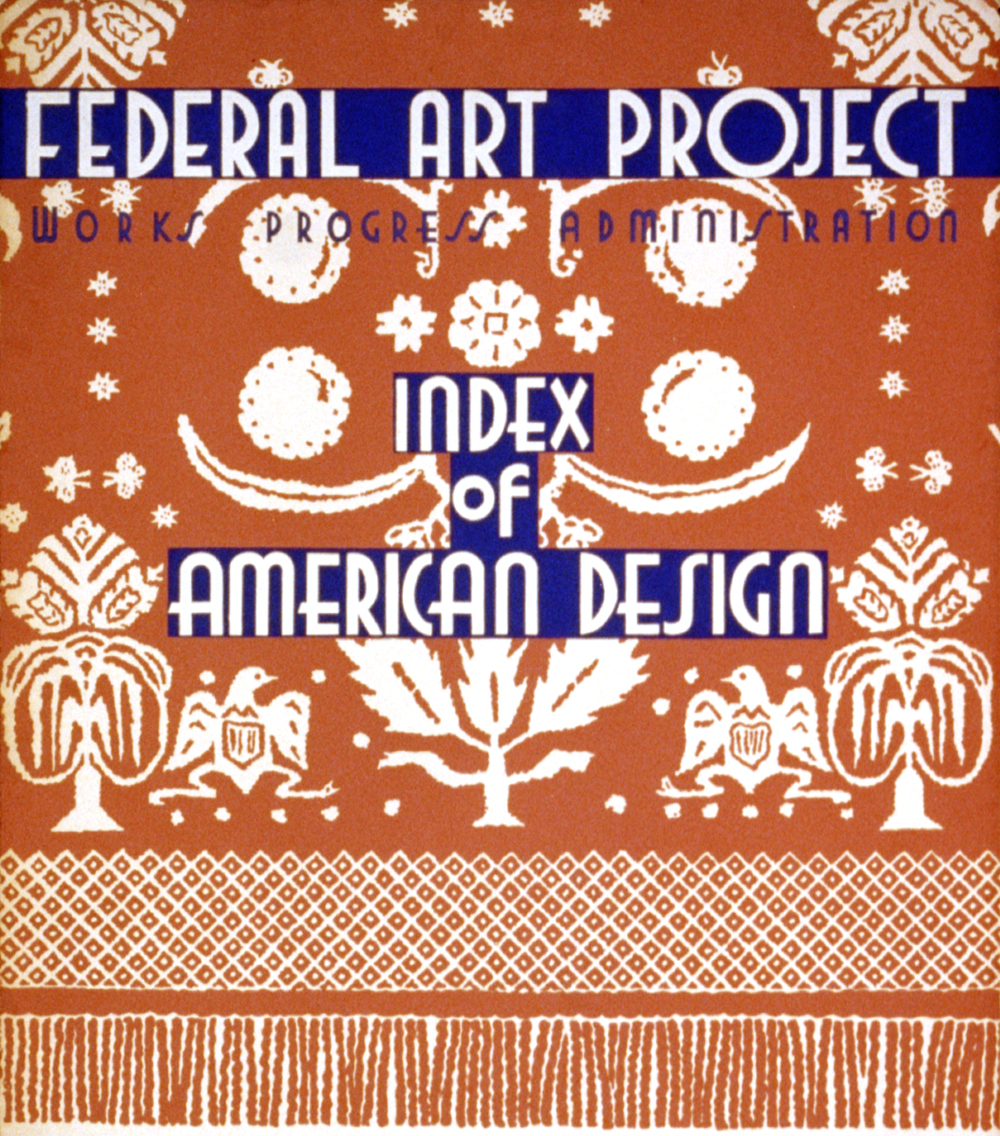
ملصق مشروع الفن الفيدرالي في إلينوي لمعرض فهرس التصميم الأمريكي

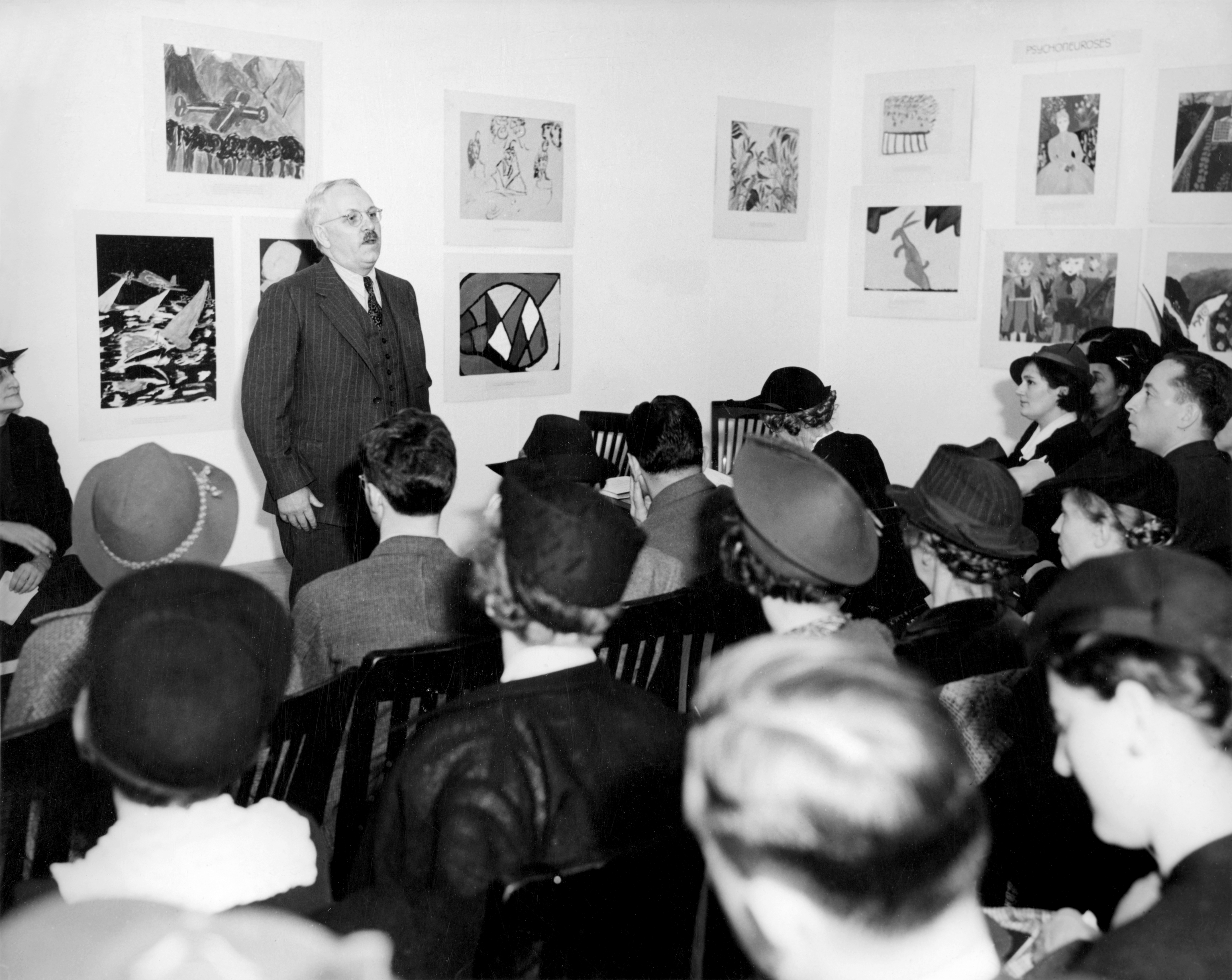
هولجر كاهيل ، المدير الوطني لمشروع الفن الفيدرالي، متحدثًا في مركز هارلم المجتمعي للفنون (24 أكتوبر 1938)

مثل جميع برامج WPA ، كان الهدف الأساسي للفهرس هو توفير فرص العمل. كانت وظيفته تحديد وتسجيل المواد ذات الأهمية التاريخية التي لم تتم دراستها وكانت معرضة لخطر الضياع. حيث كان هدفه جمع هذه التسجيلات المصورة في مجموعة من المواد التي من شأنها أن تشكل الأساس للتطور العضوي للتصميم الأمريكي - الماضي الأمريكي القابل للاستخدام، متاح للفنانين والمصممين والمصنعين والمتاحف والمكتبات والمدارس. لم يكن لدى الولايات المتحدة مجموعة شاملة واحدة من التصميم الأصلي التاريخي الموثق مقارنة بتلك المتوفرة للعلماء والفنانين والمصممين الصناعيين في أوروبا.
كتب هولجر كاهيل: «من ناحية ما، يعد الفهرس نوعًا من علم الآثار». «إنه يساعد على تصحيح التحيز الذي يميل إلى إبعاد عمل الحرفي والفنان الشعبي إلى العقل الباطن لتاريخنا حيث لا يمكن استعادته إلا بالحفر. في الماضي، فقدنا تسلسلات كاملة من قصتهم، ونسينا جميعًا المساهمة الفريدة لمهارات اليد في ثقافتنا.»  :xv
تم تشغيل فهرس التصميم الأمريكي في 34 ولاية ومقاطعة كولومبيا من عام 1935 إلى عام 1942. أسستها رومانا جافيتز، رئيسة مجموعة الصور في مكتبة نيويورك العامة، ومصممة المنسوجات روث ريفز. كان كونستانس رورك المحرر الوطني. :xii العمل موجود في مجموعة المتحف الوطني للفنون في واشنطن العاصمة 
وظف الفهرس ما معدله 300 فنان خلال سنوات عمله الست. :xiv كان ماغنوس س. فوسوم أحد الفنانين، وهو مزارع قديم أرغمه الكساد على الانتقال من الغرب الأوسط إلى فلوريدا. بعد أن فقد يده اليسرى في حادث عام 1934، أنتج رسومات بالألوان المائية للفهرس، باستخدام مكبرات وأدوات صياغة من أجل الدقة والإحكام. تلقى فوسم في النهاية تسوية تأمينية أتاحت له شراء مزرعة أخرى ومغادرة مشروع الفن الفيدرالي. :228
في مقالها، «تصوير ماضٍ قابل للاستخدام»، أشارت فيرجينيا تاتل كلايتون، أمينة معرض 2002-2003، الرسم على ماضي أمريكا: الفن الشعبي، والحداثة، وفهرس التصميم الأمريكي، الذي أقيم في المتحف الوطني للفنون أن «جاء فهرس التصميم الأمريكي نتيجة جهد طموح وإبداعي لتزويد الفنون البصرية بماضٍ قابل للاستخدام».